# Adarra
El pico Adarra es una montaña situada a 10 km al sur de San Sebastián, de 811 metros de altitud, sita en el término municipal de Urnieta. En euskera es conocida también como Adarramendi. La principal vía de acceso es desde Besadegui, accesible por la carretera desde Urnieta. En su entorno destacan diversos monumentos megalíticos como cromlechs, dólmenes, túmulos y menhires, destacando los crómlechs de Eteneta con su gran menhir.
En la comarca de San Sebastián es tradición subir a esta cumbre a primeros de año, donde se junta mucha gente, y algunos clubes reparten caldo y cava.

## Rutas de ascenso
La ruta principal parte del caserío de Besabi. Una larga pista ascendente nos coloca en el inicio de una valla de madera que deberemos cruzar. A continuación, el sendero se adentra en la espesura del bosque y al poco tiempo se llega a un arroyo. Ahí, el camino se divide mediante una bifurcación, si seguimos el camino este cruza el río y emprende una diagonal hasta la salida del bosque. El segundo camino gira a la izquierda y sale del bosque rápidamente. En ambas rutas, el camino es evidente, muy bien marcado. La cima la corona una cruz con un buzón.

## Galería de imágenes

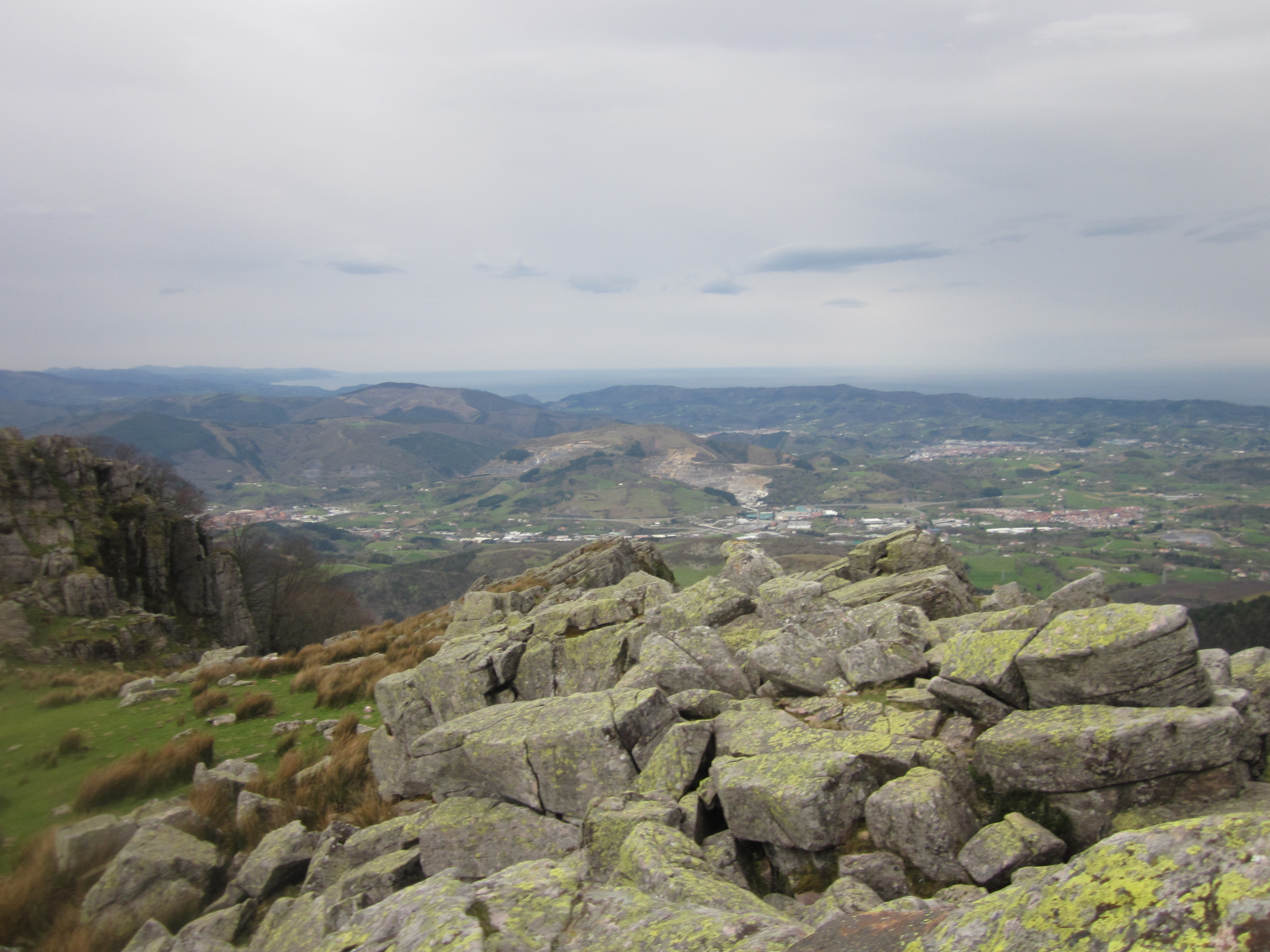
Vista hacia el mar desde el Adarra
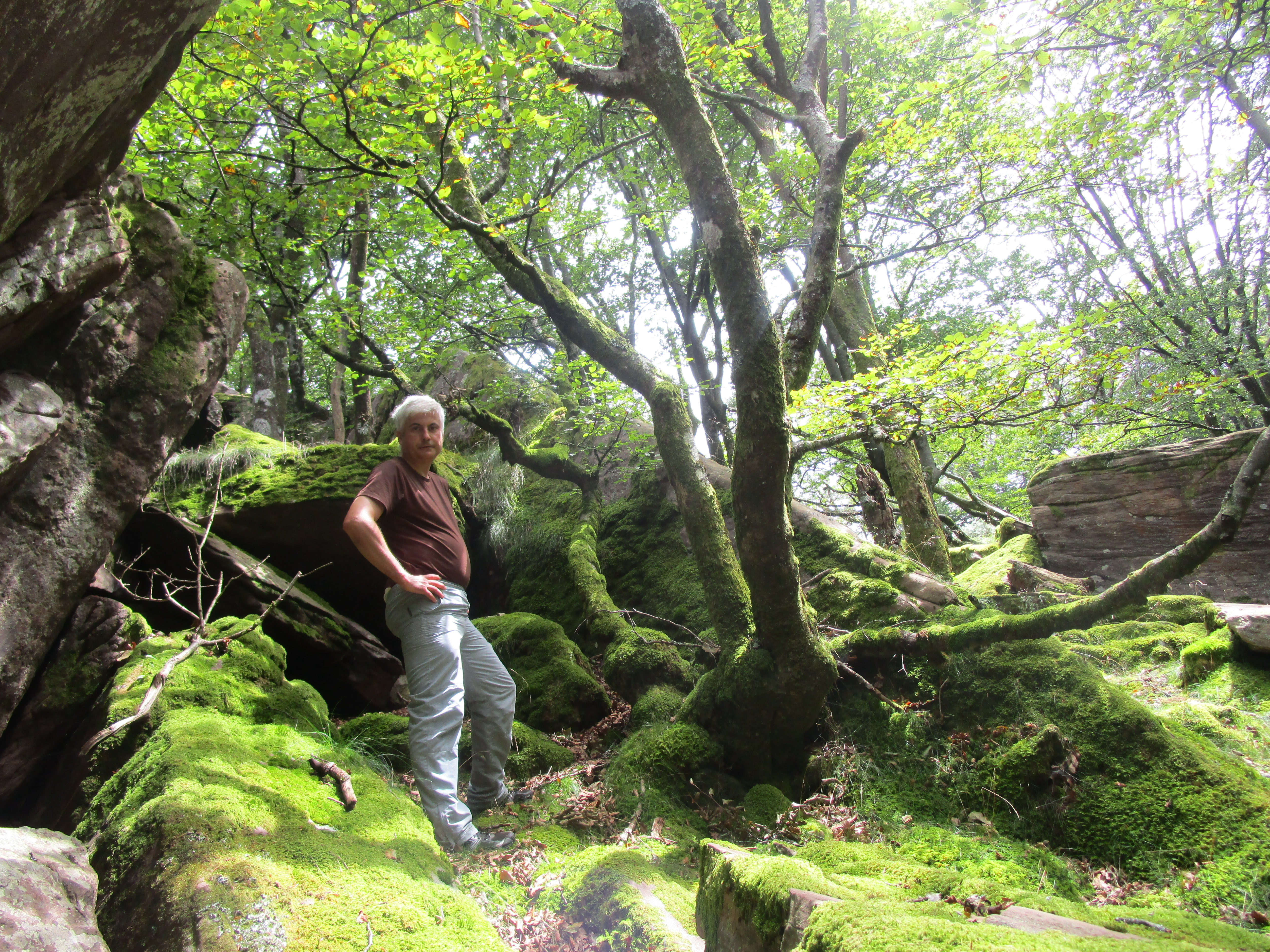
Hayedo con mucho musgo en el Adarra
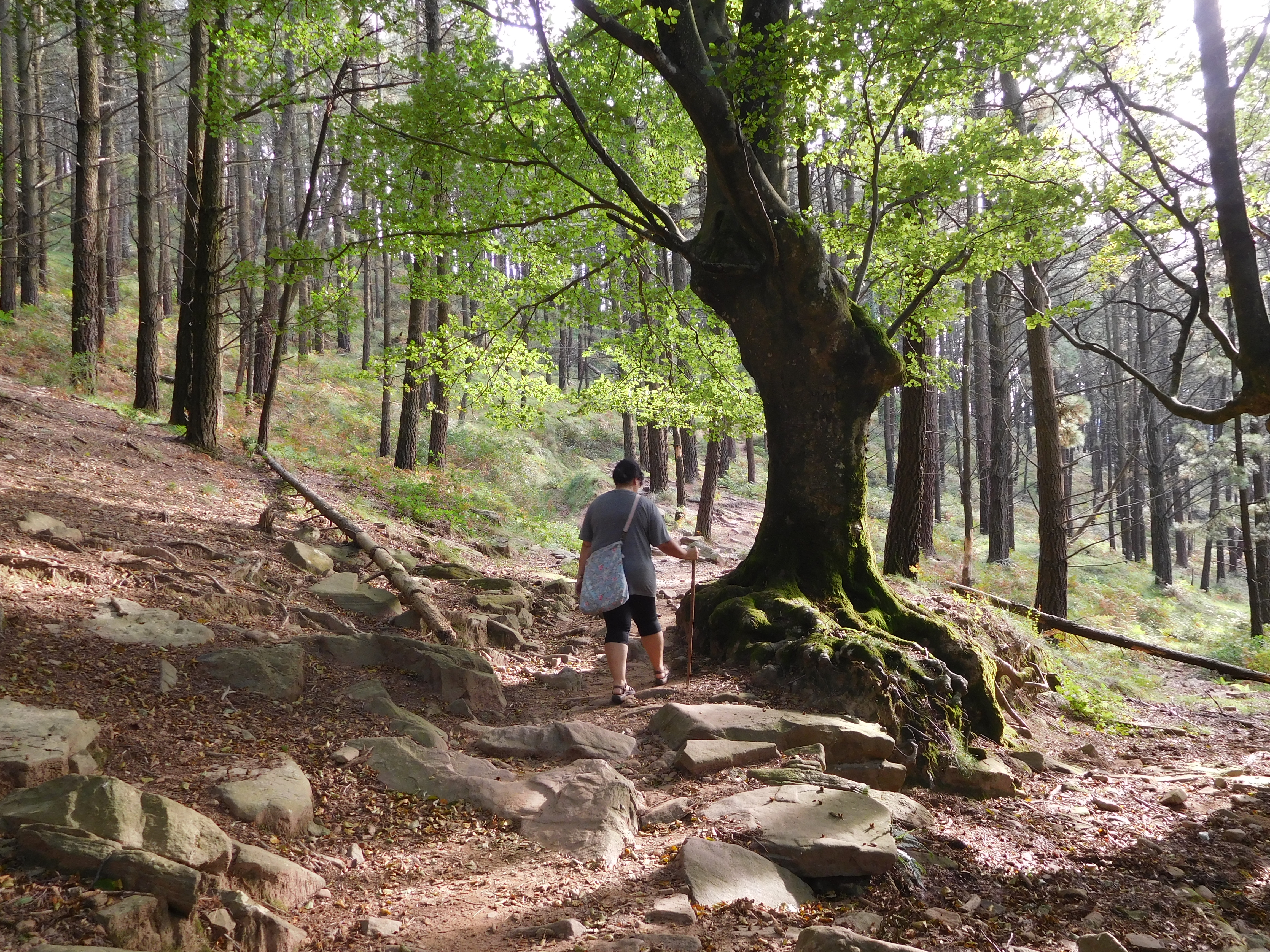
Montaña muy concurrida entre los senderistas
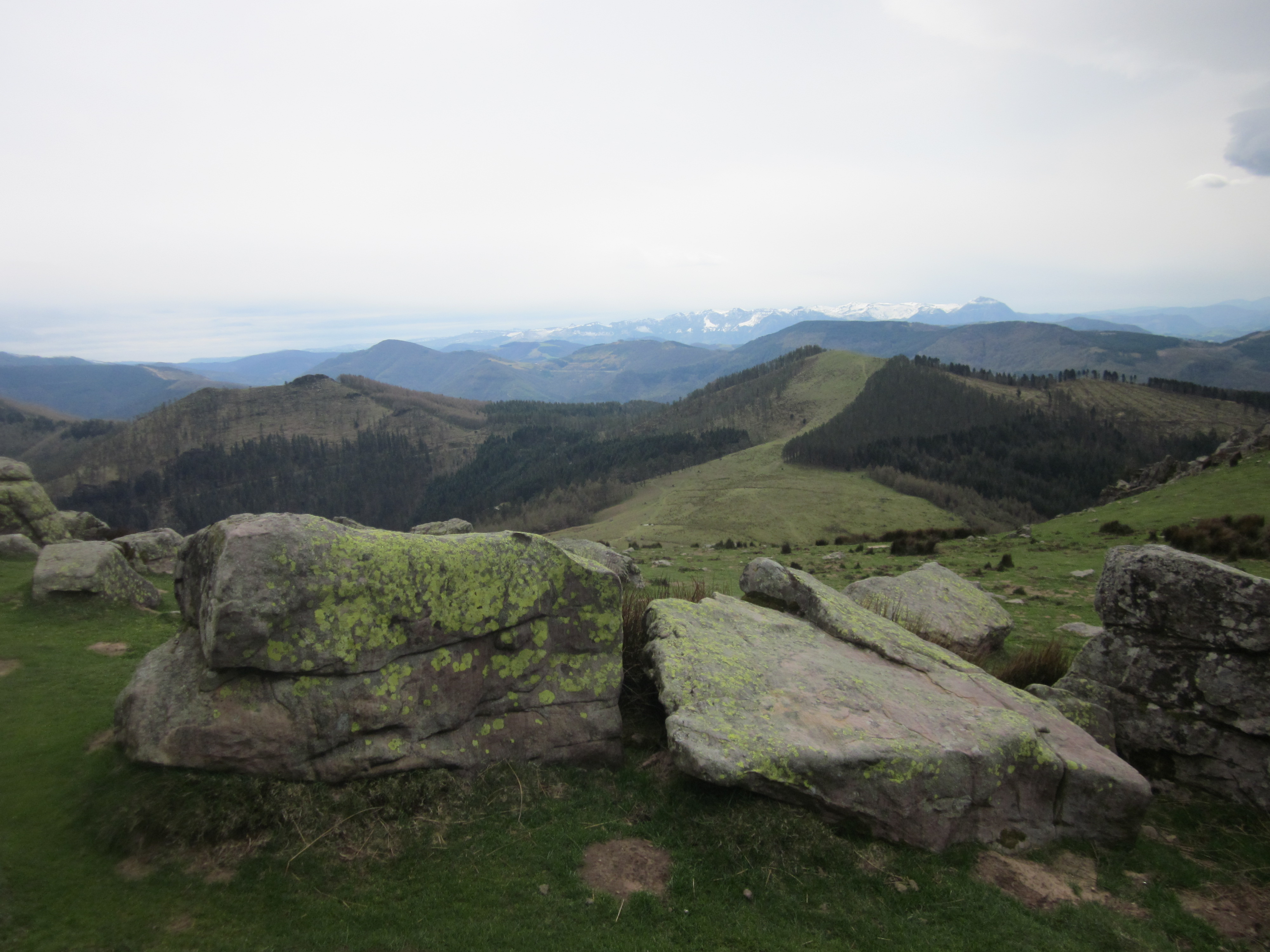
Vista desde el Adarra
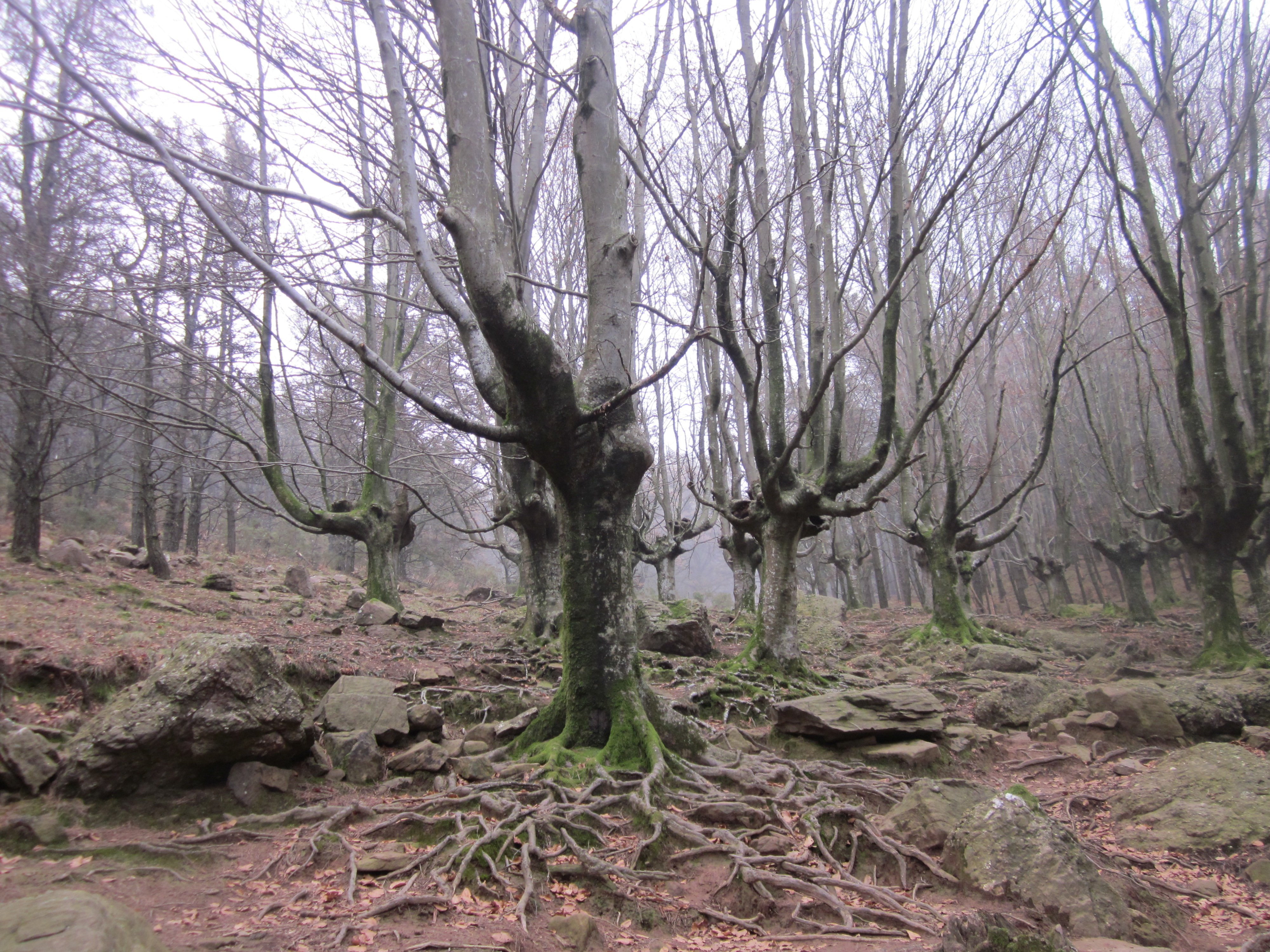
Hayedo en la subida al Adarra

- Datos: Q3750441
- Multimedia: Adarra (mountain) / Q3750441